# 기안초등학교
기안초등학교는 대한민국 경기도 화성시 기안동에 있는 공립 초등학교이다.

## 학교 연혁
- 1968.03.01 기안국민학교 설립 인가
- 1968.03.04 기안국민학교 개교(8학급)
- 1968.03.28 정규교실 6교실 신축
- 1996.03.01 기안초등학교로 개칭
- 2003.03.26 본관5층 준공
- 2006.09.01 어학실 2교실 설치
- 2008.05.22 급식실 개축 준공, 후관 화장실 현대식 6동 개축
- 2009.02.27 본관 및 별관 연결통로 신축 공사
- 2010.06.05 채움누리방(돌봄교실) 설치
- 2010.10.02 고금마루관(체육관) 증축 개관
- 2010.10.13 글빛누리터(도서관) 리모델링 개관
- 2011.05.16 소담누리방(가사실습실) 개관식
- 2011.12.26 Wee Class 상담실 개관
- 2014.09.01 제14대 나석환 교장 취임
- 2015.02.16 제47회 졸업식(졸업생 147명, 총 4,565명)
- 2015.03.01 32학급 편성, 도움학급 2학급, 병설유치원 1학급, 병설유치원 도움학급 1학급